# Comisión Nacional para el Conocimiento y Uso de la Biodiversidad
La Comisión Nacional para el Conocimiento y Uso de la Biodiversidad (CONABIO) es una comisión del gobierno de México creada con el fin de difundir, promover  y apoyar actividades relacionadas con la biodiversidad del país. Es el único organismo en el país regido por una comisión intersecretarial, encabezada por el presidente de la república y con el titular de Medio Ambiente y Recursos Naturales como secretario técnico, así como la participación de nueve secretarías federales más.
Fue creada a partir de un fideicomiso creado por el gobierno mexicano en 1992, tres meses antes de la Cumbre de la Tierra de Río de Janeiro

## Historia

### Antecedentes

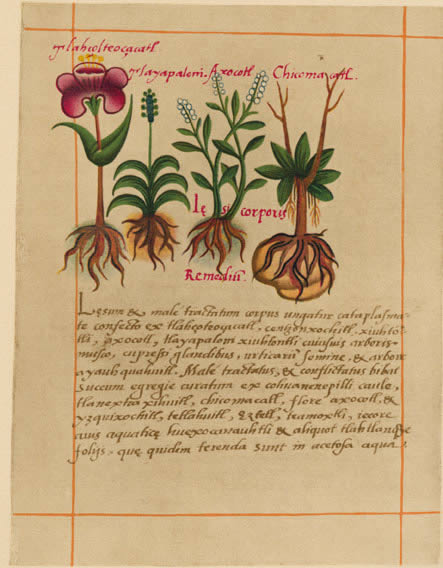
Página del Códice Badiano describiendo las plantas llamadas tlahçolteoçacatl, tlayapaloni, axocotl y chicomacatl (1552).

México es uno de los países megadiversos del planeta, al tener no sólo un número elevado de especies, sino también una considerable riqueza endémica. La relación establecida entre los pueblos mesoamericanos con su entorno tuvo un desarrollo amplio, por lo que al arribo de los españoles dichos pueblos tenían un vasto conocimiento entorno natural, aunque no se cuentan con documentos previos a la conquista que así lo testimonien.
Algunos documentos que compendiaron la riqueza natural de lo que hoy es México fueron el Códice Badiano, el Códice Florentino y las investigaciones hechas por Francisco Hernández de Toledo, quien de 1574 a 1577 formó una considerable colección de plantas secas o no, 38 volúmenes de dibujos y numerosas notas, tres de las cuales están escritas en náhuatl. Otras expediciones para la observación natural en la Nueva España fueron las de Martín de Sesse y José Mariano Mociño. En 1788 se estableció la primera cátedra de botánica en la Real y Pontificia Universidad de México, con lo que inició la occidentalización de los estudios biológicos en la Nueva España y el inicio del uso de la clasificación establecida por Linneo. Otras importantes investigaciones naturales fueron las hechas por Alexander von Humboldt y Aimé Bonpland, quienes viajaron de 1789 a 1804 por territorios americanos aportando un mayor conocimiento natural que fueron publicados en la obra ''Nova genera et species plantarum''.
En el siglo XIX destacó la expedición hecha por los naturalistas inglesesOsbert Salvin y Frederick DuCane Godman, quienes publicaron sus investigaciones en la obra ''Biologia Centrali Americana''. Fue con la Sociedad Mexicana de Historia Natural en 1868 y la Comisión Científica Nacional, y la posterior Comisión Exploradora de la Flora y la Fauna Nacionales en 1907, que se establece un estudio sistemático de la biodiversidad mexicana, y la consolidación en la recolección y clasificación de especímenes nacionales. Entre 1929 y 1935 se fundan el Herbario Nacional en el Instituto de Biología de la Universidad Nacional Autónoma de México y crecen las colecciones del recién fundado Instituto Politécnico Nacional.
A partir de la década de los sesenta, inicia el crecimiento de investigadores en diferentes institutos y universidades del país, siendo en el 2000 160 las instituciones que trabajan temas relacionados con la biodiversidad.
Dada la relevancia de México como país biodiverso, a finales de 1991 una comisión presentó al entonces presidente Carlos Salinas de Gortari la idea de llevar una iniciativa relacionada con la biodiversidad, su conocimiento, preservación y su uso de forma sustentable. Una comisión internacional se reunió el 13 y 14 de febrero de 1992 convocando a expertos sobre el tema. En la clausura de dicho evento, llevado a cabo en la zona arqueológica de Yaxchilán, Chiapas, el presidente anunció la creación de la CONABIO. Dicho acto fue ratificado en el Diario Oficial de la Federación el 16 de marzo de 1992.

## Marco legal
La CONABIO tiene la responsabilidad de instrumentar y operar el denominado Sistema Nacional de Información sobre Biodiversidad, a partir de la reforma de la fracción V del artículo 80 de la Ley General del Equilibrio Ecológico y la Protección al Ambiente. Dicho sistema funciona como columna vertebral de la comisión.

### Estructura
La comisión es la única en México de tipo intersecretarial, encabezada por el presidente de la república y con el titular de Medio Ambiente y Recursos Naturales como secretario técnico, así como la participación de nueve secretarías:
- Secretaría de Relaciones Exteriores (SRE),
- Secretaría de Hacienda y Crédito Público (SHCP),
- Secretaría de Energía (SENER),
- Secretaría de Economía (SE),
- Secretaría de Agricultura, Ganadería, Desarrollo Rural, Pesca y Alimentación (SAGARPA),
- Secretaría de Educación Pública (SEP),
- Secretaría de Salud (SSA),
- Secretaría de Turismo (SECTUR), y
- Secretaría de Desarrollo Social (SEDESOL).

## Funciones
- Compilar y generar información sobre biodiversidad, principalmente a través del Sistema Nacional de Información sobre Biodiversidad (SNIB).
- Desarrollar capacidades humanas en el área de informática de la biodiversidad.
- Ser fuente pública de información y conocimiento accesible para toda la sociedad.
- Crear inteligencia sobre el capital natural y promover que la conservación y el manejo de la biodiversidad se base en la mejor información científica disponible y en acciones realizadas por la población local.
- Suministrar a las instancias involucradas en la toma de decisiones elementos para establecer lineamientos y políticas públicas basadas en información sólida, confiable y actual
- Ser un puente entre el sector gubernamental y el académico en el sector ecológico, particularmente entre aquellos que producen información útil para aplicarse.
- Difundir entre la sociedad la información sobre biodiversidad para hacerle copartícipe en la conservación del patrimonio natural.
- Ser un laboratorio en la instrumentación de políticas públicas transversales en lo referente al medio ambiente. Ejemplos de ello son el Corredor Biológico Mesoamericano y el Programa de Recursos Biológicos Colectivos.[1]

### Sistema Nacional de Información sobre Biodiversidad
La comisión hace pública su información a través de las páginas web:
Biodiversidad mexicana
Enciclovida
México, Paìs de las maravillas
Soy monarca
Naturalista